# Ludwig Bartholot
Ludwig Bartholot (* 1. Oktober 1907 in Dinslaken; † im 20. Jahrhundert) war ein deutscher Fußballtrainer.
Als Spieler war Bartholot in den 1930er Jahren für den Zechenverein Gelb-Weiß Hamborn aktiv, der 1943 in die Gauliga Niederrhein aufstieg.
Als Fußballlehrer war er nach dem Zweiten Weltkrieg bei verschiedenen westdeutschen Vereinen tätig. Er führte den VfB Lohberg Ende der 1950er Jahre in die höchste deutsche Amateurklasse, die Verbandsliga Niederrhein. Dann wechselte er in die erstklassige Oberliga West, wo er in der Spielzeit 1961/62 den zehnfachen westdeutschen Meister, den Duisburger Spielverein, betreute. Mit Sterkrade 06/07 wurde er Niederrheinmeister. Weitere Trainerstationen waren u. a. 1962/63 der Verbandsligist BV Osterfeld, dann Hamborn 07, VfB Speldorf und 1971/72 der 1. FC Bocholt.